# Predrag Vujadinović
Predrag Vujadinović (n. 12 iulie 1983, în Vrbas) este un handbalist sârb care joacă pentru HC Dobrogea Sud Constanța pe postul de extremă stânga. În trecut, el a fost component al echipei naționale a Serbiei.

## Carieră
Predrag Vujadinović a debutat la echipa din orașul natal, RK Vrbas, apoi a jucat la Vojvodina Univerexport Novi Sad, echipă cu care, în 2005, a câștigat campionatul și Cupa Serbiei. Începând din 2005, el a evoluat la RK Partizan Si&Si Belgrad, alături de care a câștigat din nou Cupa Serbiei, în 2006. 
În 2007, Vujadinović a semnat un contract cu echipa românească Steaua MFA București, cu care a devenit campion al României în 2008 și dublu câștigător al Cupei României, în 2008 și 2009. În 2010, el s-a transferat la CS UCM Reșița, unde a jucat două sezoane. În anul 2012, Vujadinović s-a alăturat nou-creatului proiect CSM București. La puțină vreme după începerea sezonului regulat, clubul bucureștean a fost lovit de probleme financiare severe, iar jucătorii au început să plece. În februarie 2013, s-a anunțat că Predrag Vujadinović a semnat cu HCM Constanța.
Predrag Vujadinović a adunat peste 10 selecții în echipa națională a Serbiei.

## Palmares
- Liga Națională:
  - Câștigător: 2008, 2013
- Cupa României:
  -  Câștigător: 2008, 2009, 2013, 2014
- Supercupa României:
  -  Câștigător: 2013
- Campionatul Serbiei:
  - Câștigător: 2005
- Cupa Serbiei:
  -  Câștigător: 2005, 2006
- Cupa Cupelor EHF:
  - Semifinalist: 2010
  - Sfertfinalist: 2011